# Fensterband (Architektur)

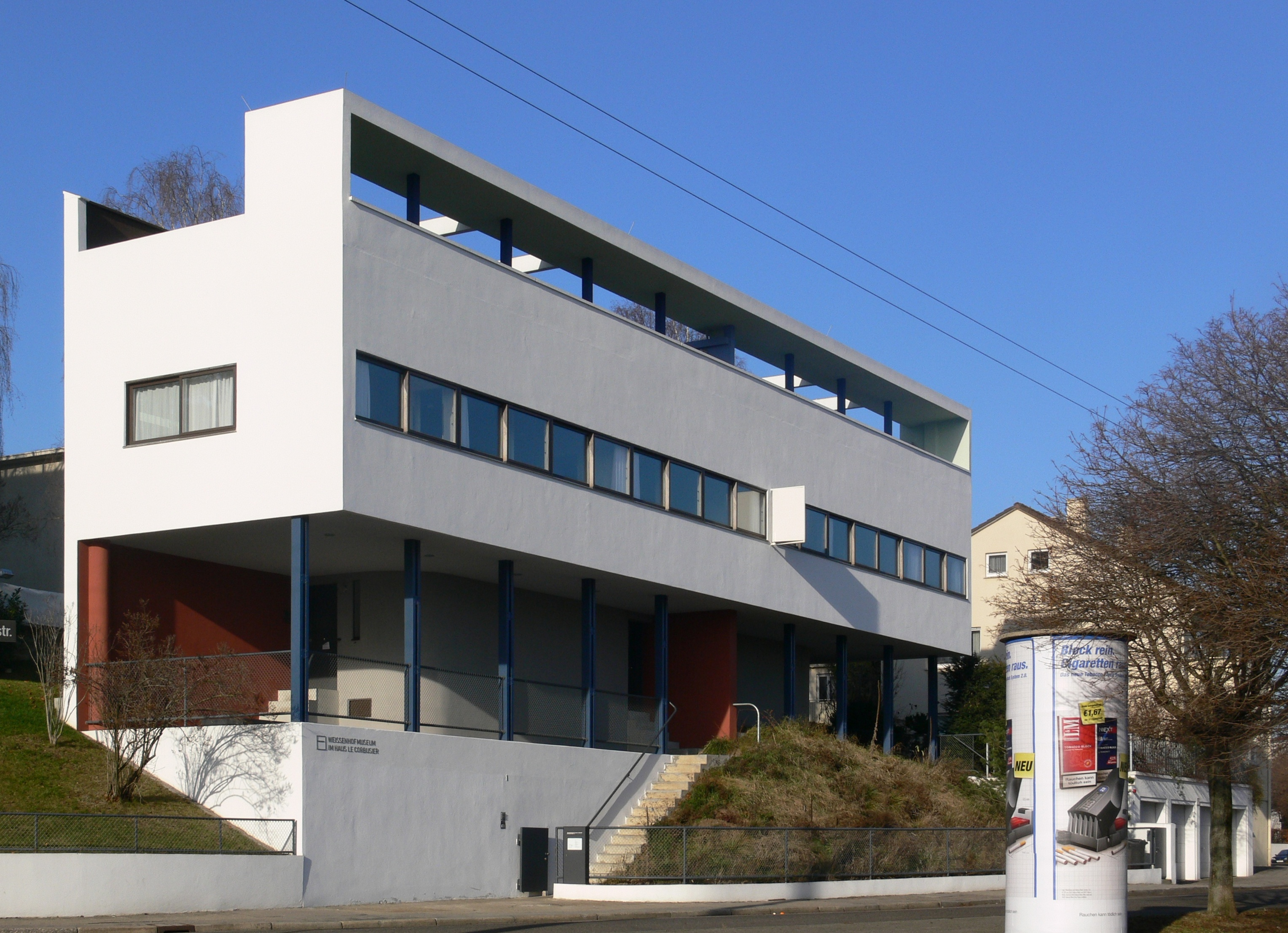
Ein Gebäude des Architekten Le Corbusier in der Stuttgarter Weißenhofsiedlung

Ein Fensterband bezeichnet in der Architektur eine Reihung von aneinandergesetzten Fenstern oder Glaselementen. In manchen Zusammenhängen bzw. in gewissen Ausprägungen werden Fensterbänder auch als Fensterreihe, Fensterkranz oder Fensterzeile bezeichnet.
Häufig sind Fensterbänder in der Fassade waagerecht ausgerichtet und bestehen aus Fenstern im gleichen Stil.
Fensterbänder an Treppenhäusern oder hohen Hallen wie in Kirchenräumen können auch senkrecht verlaufen.
Geometrisch strenge und durchlaufende Fensterbänder sind ein Kennzeichen der Architektur der Klassischen Moderne.
Im weiteren Sinne kann jede Anordnung von gleichen oder im Format ähnlichen Fenstern, die zueinander einen klaren räumlichen und optischen Bezug haben und sich dadurch von sonstigen Fassadenöffnungen absetzen, als Fensterband bezeichnet werden.

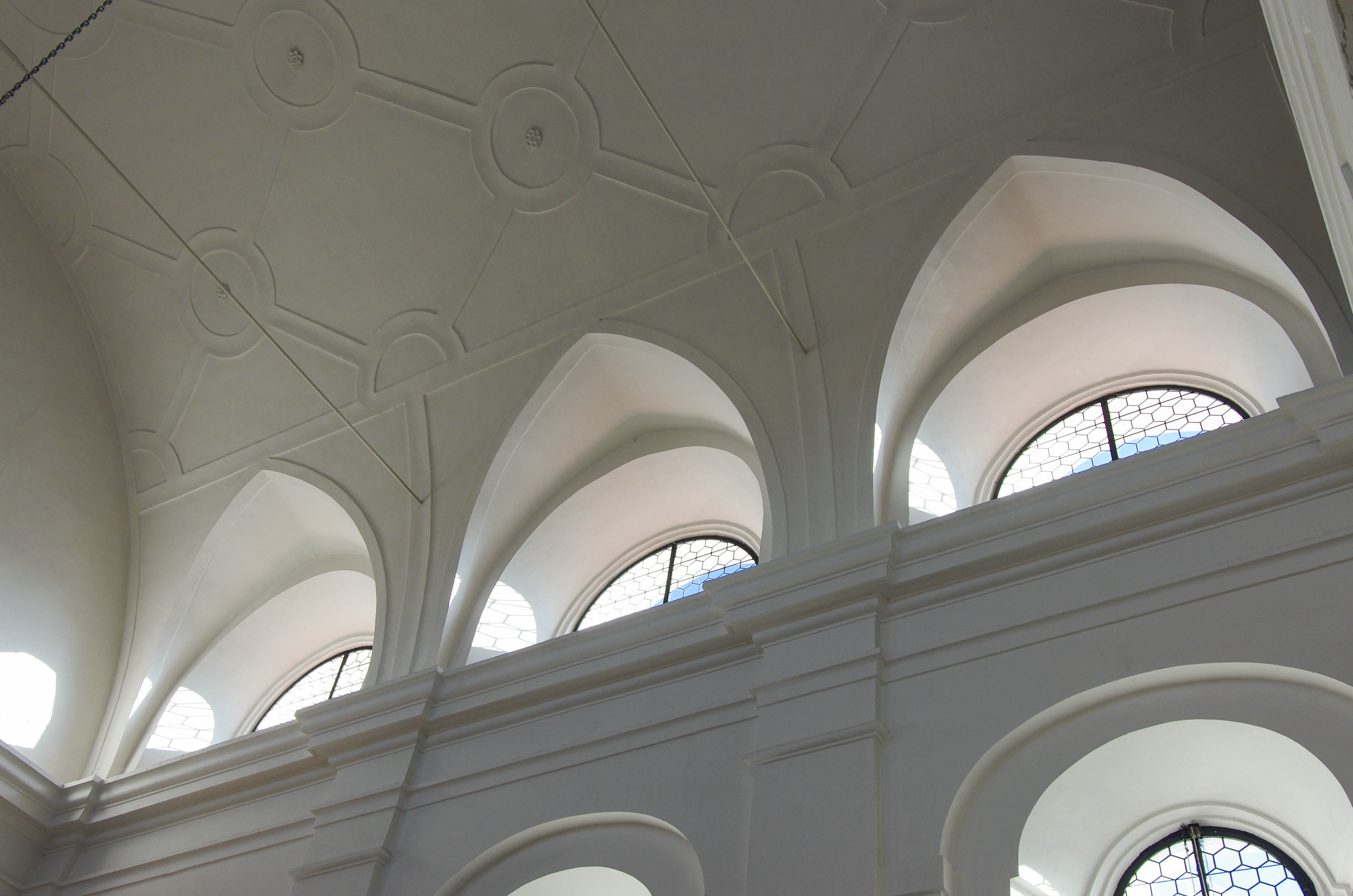
Reihung von Fenstern, deren innere Laibung mit dem Hauptgewölbe des Kirchenschiffs kleinere Spitzgewölbe bilden, Pfarrkirche in Bissingen
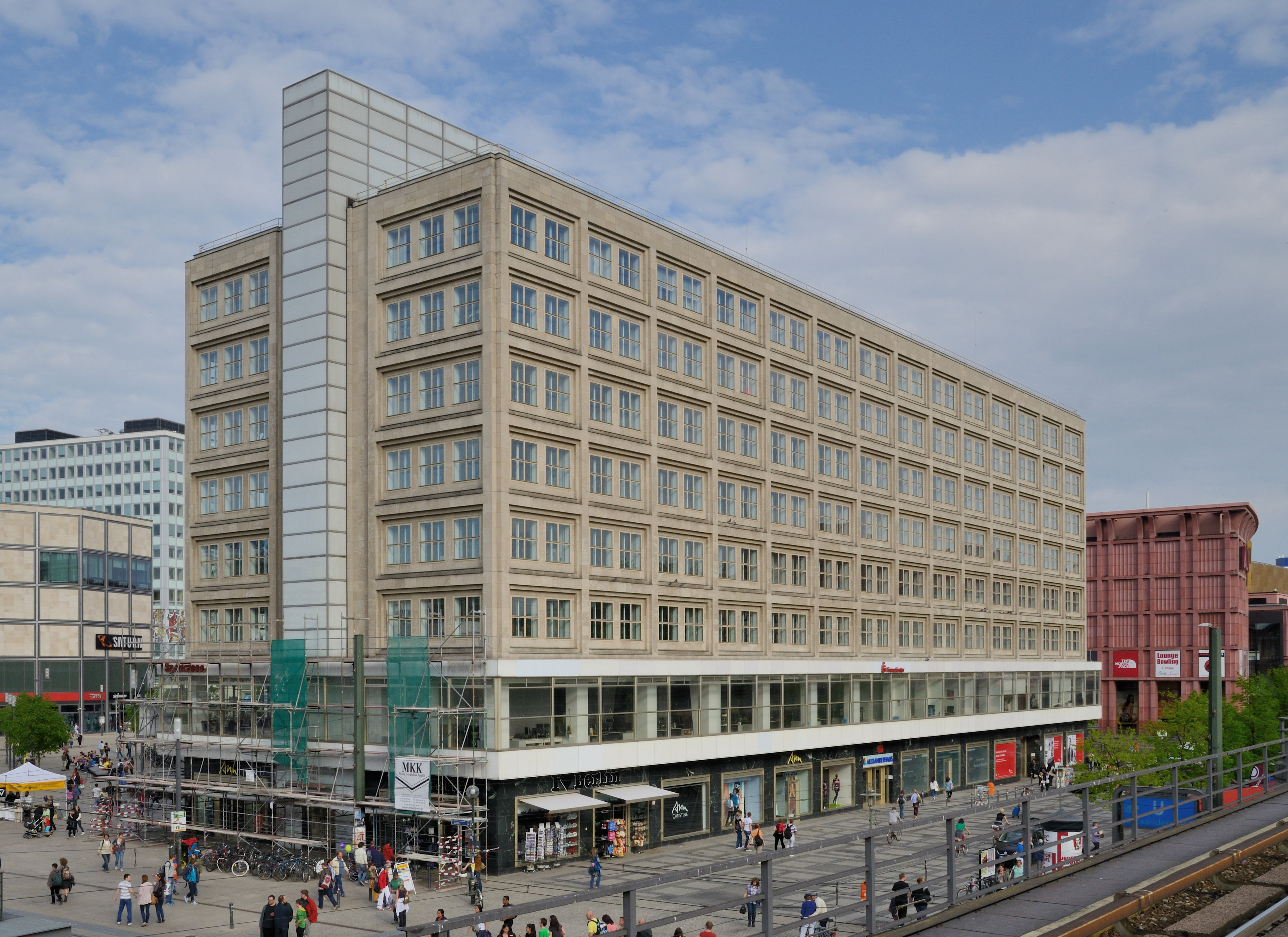
Alexanderhaus in Berlin, Architekt: Peter Behrens
Villa Savoye, Architekt: Le Corbusier
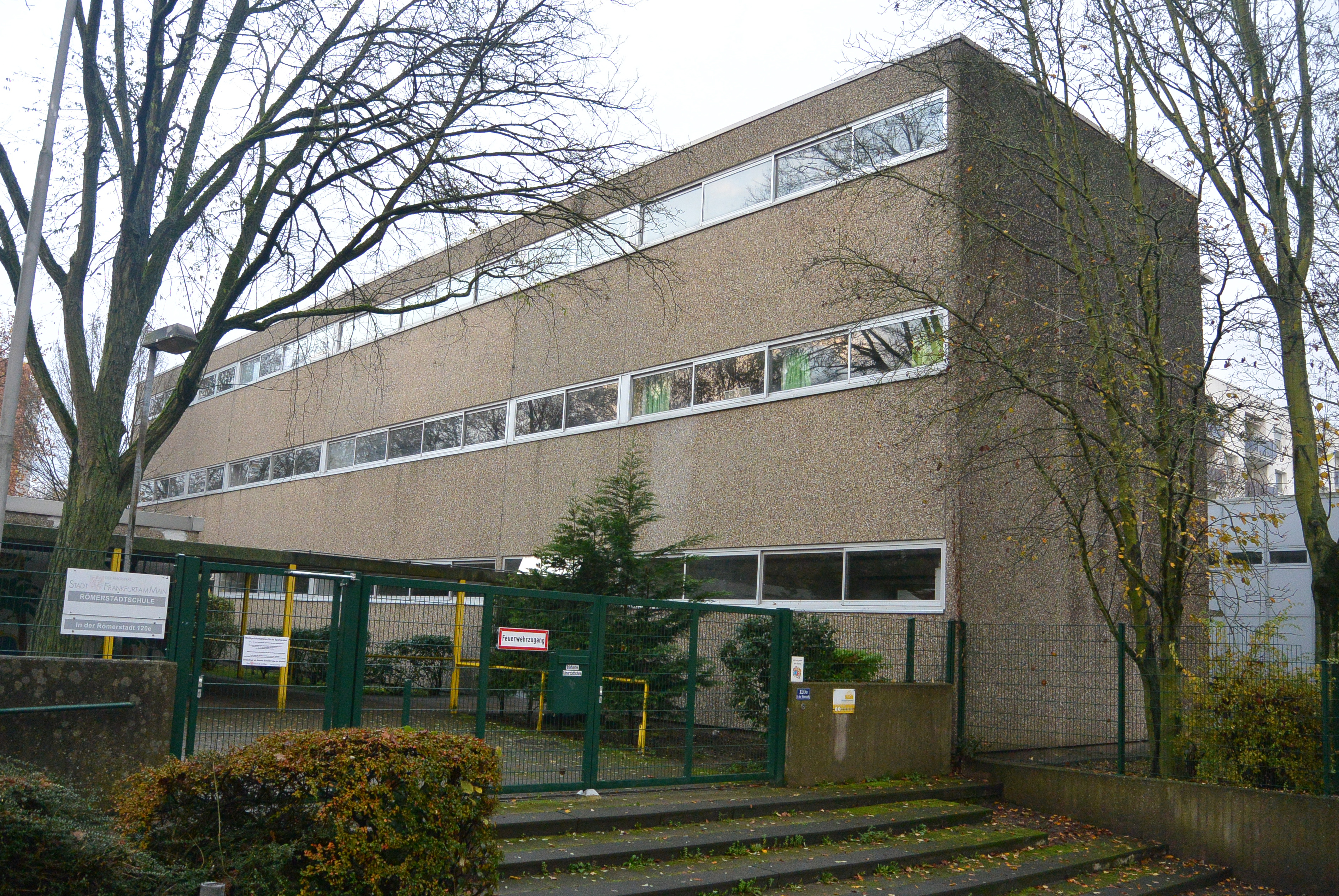
Fensterband an der Römerstadtschule, Frankfurt am Main
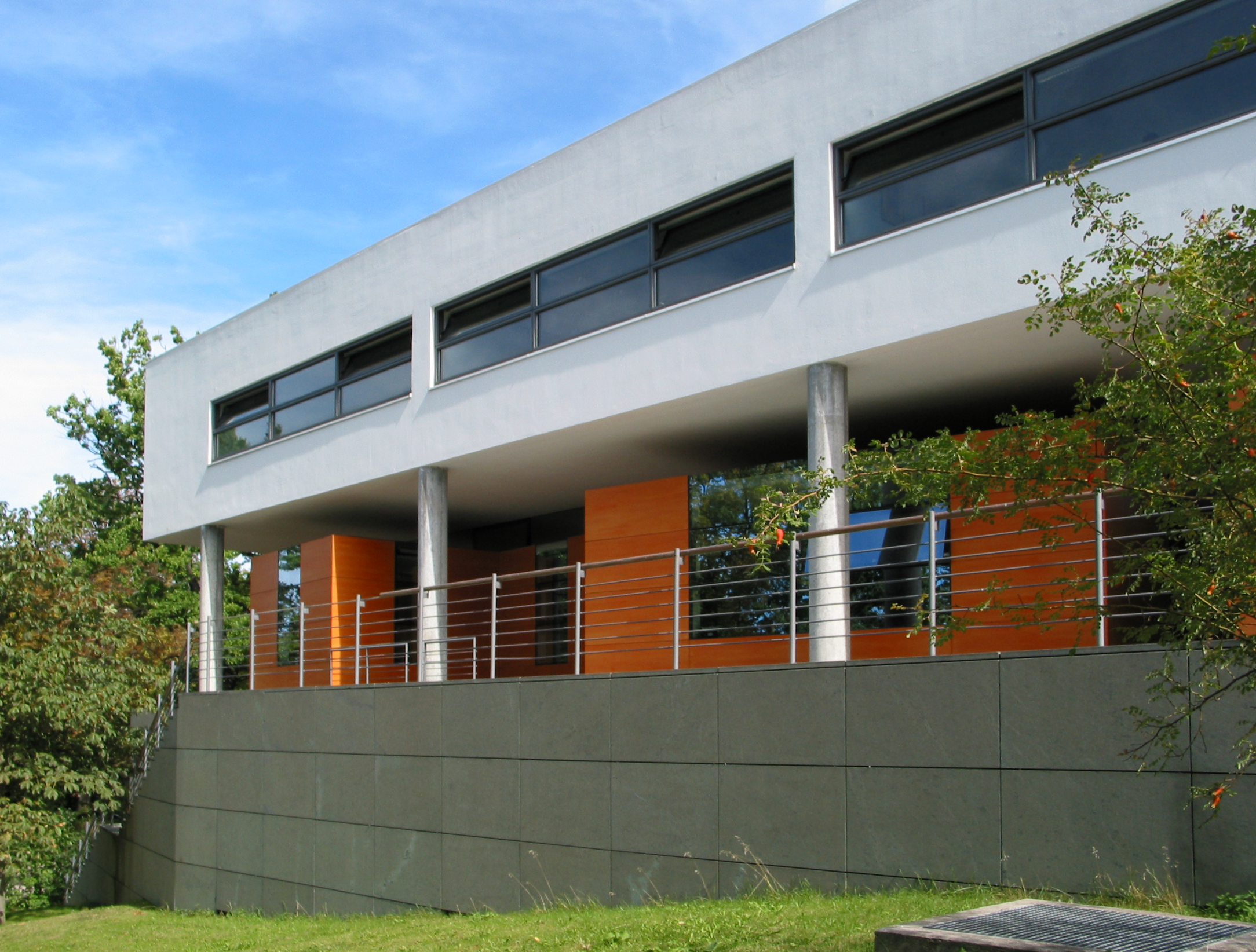
Schmales Fensterband des Musikgymnasiums Schloss Belvedere, Weimar
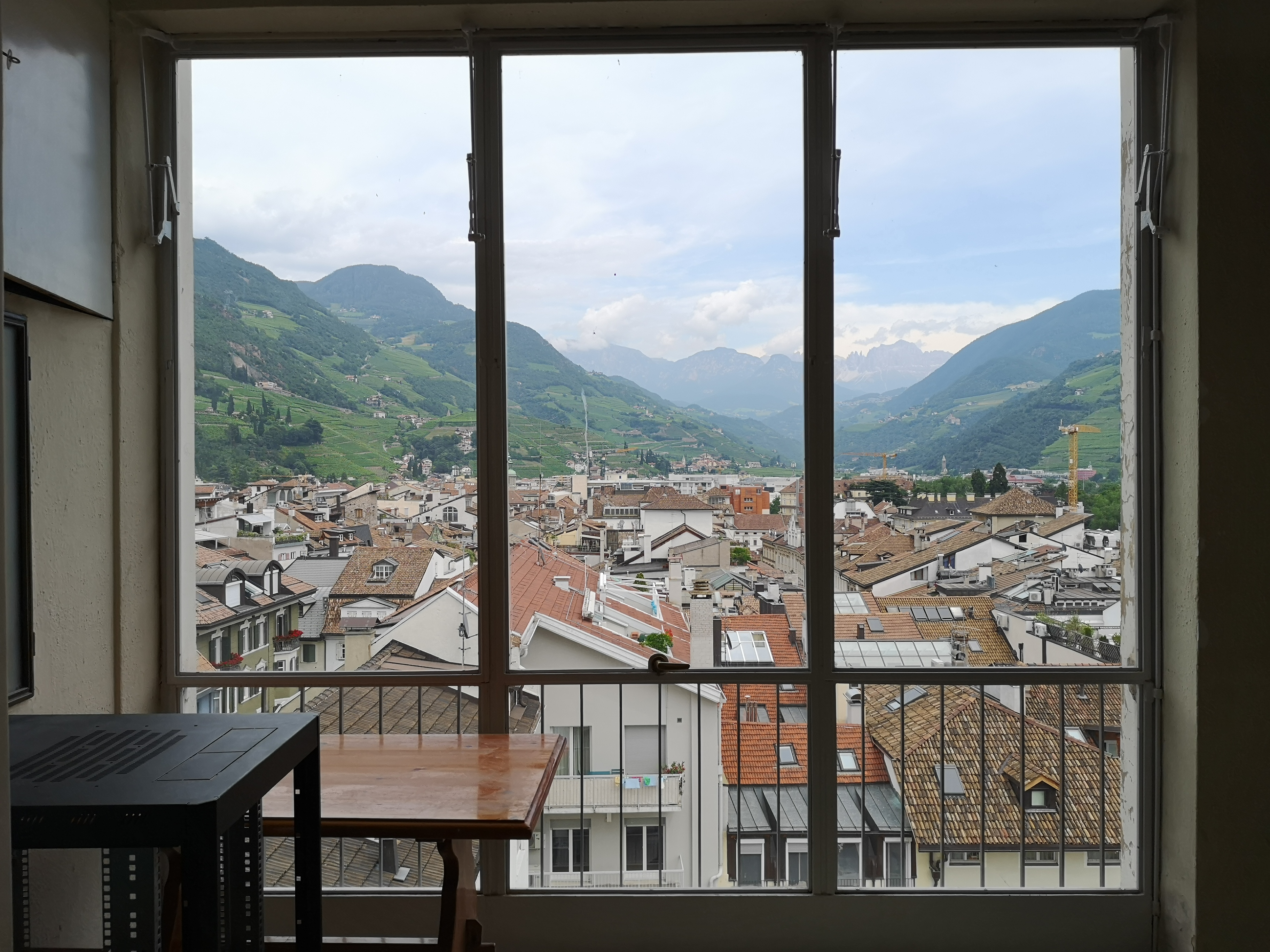
Dreiflügliges Bodenfensterband mit Tiefgeländer, Hochhaus in Bozen, Architekt: Luis Plattner
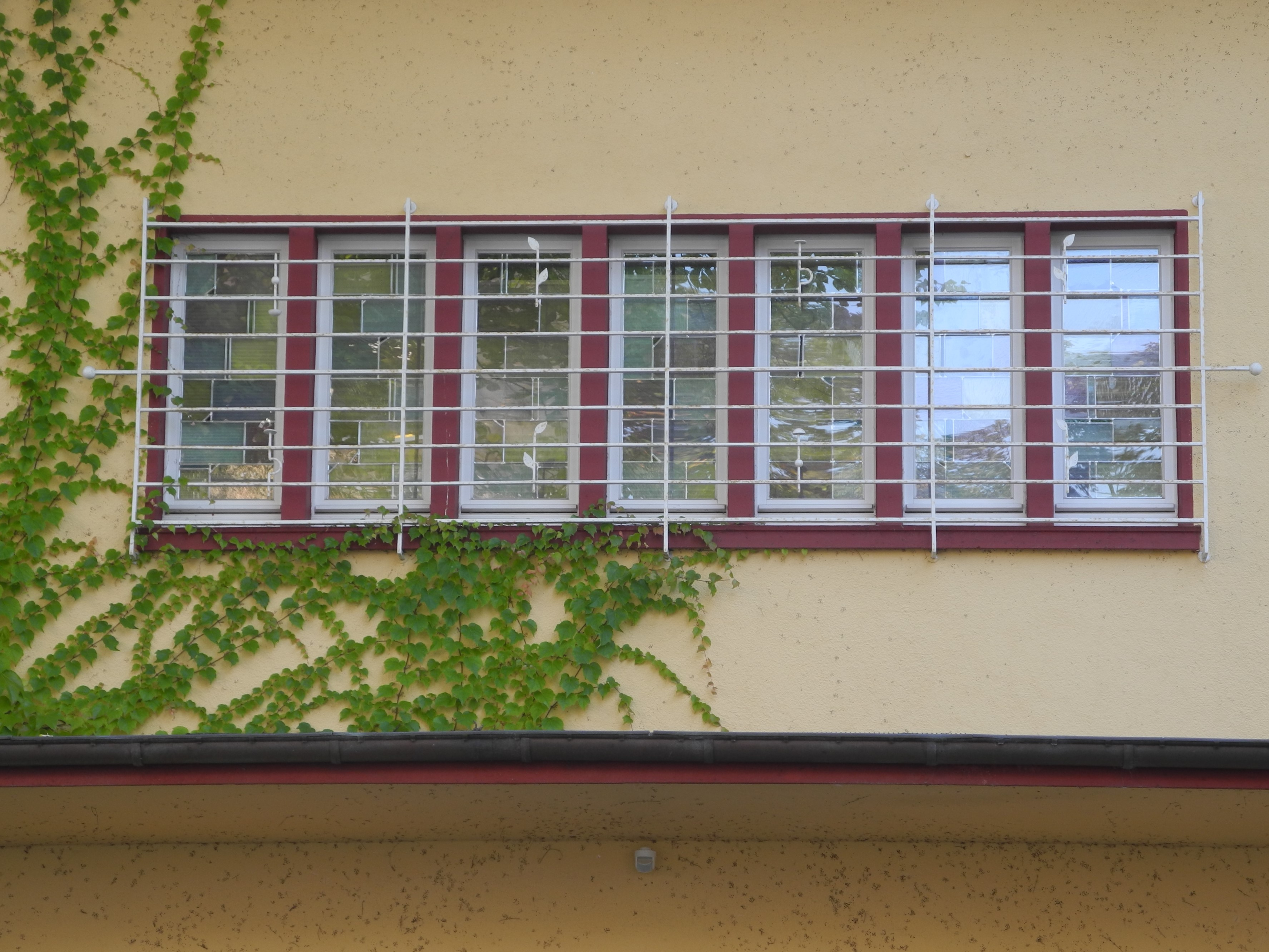
Fensterband eines Wohngebäudes in Wuppertal, Wohnquartier Zoo
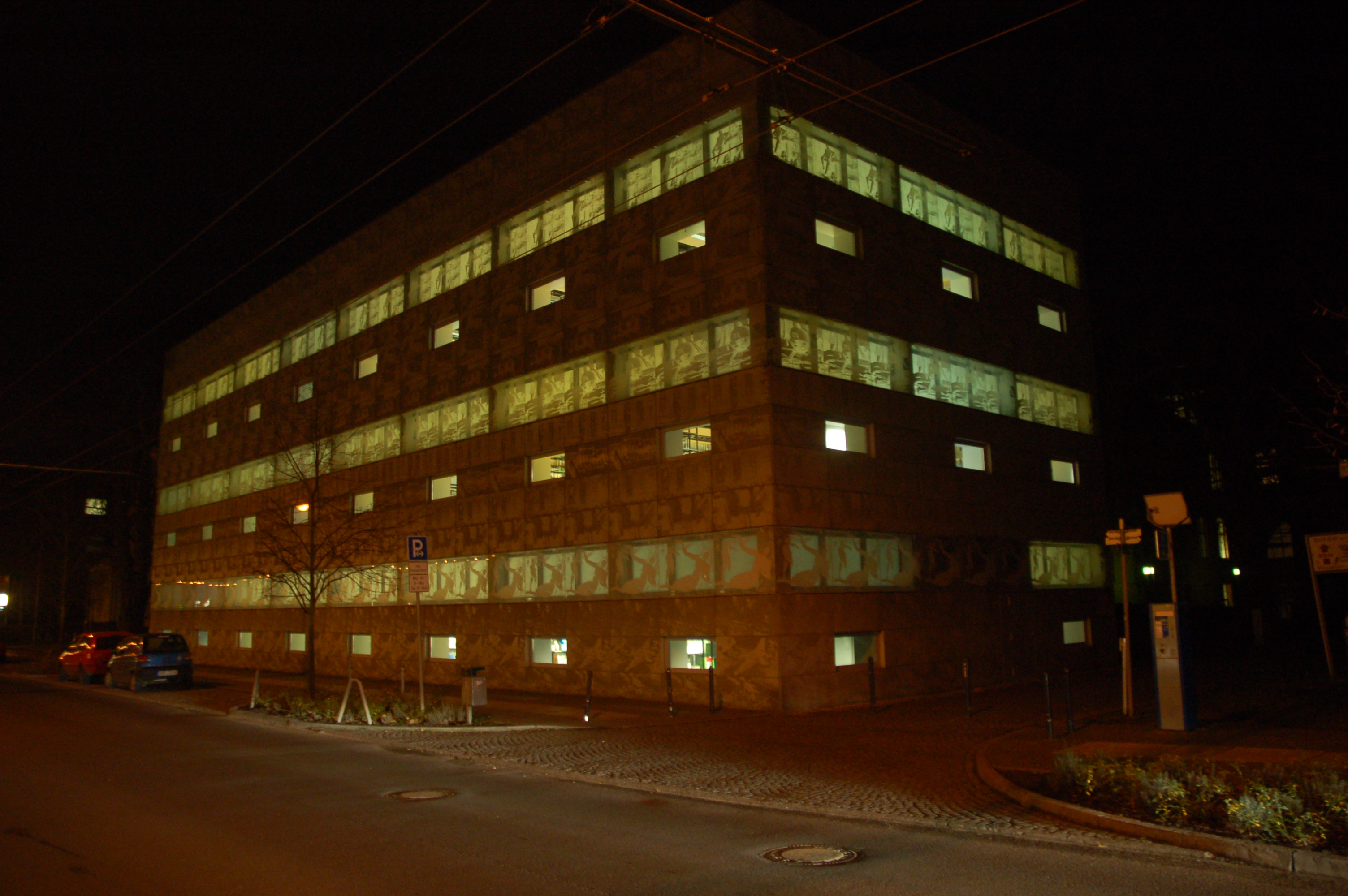
Bibliothek der FH Eberswalde, Architekten: Herzog & de Meuron
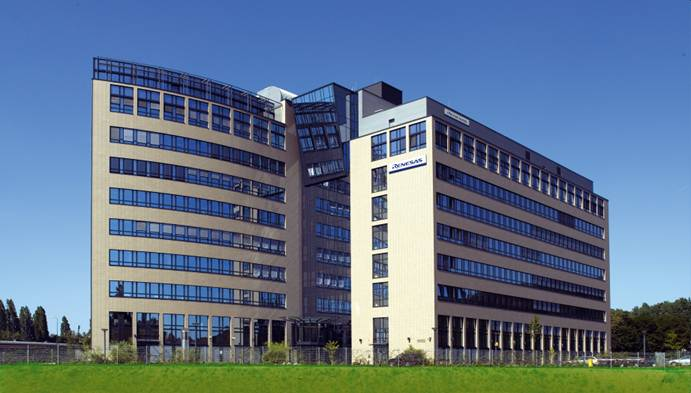
Renesas European Business Operations Centre, Düsseldorf